# Ramobia
Ramobia là một chi bướm đêm thuộc họ Geometridae.